# Caravane vers le soleil

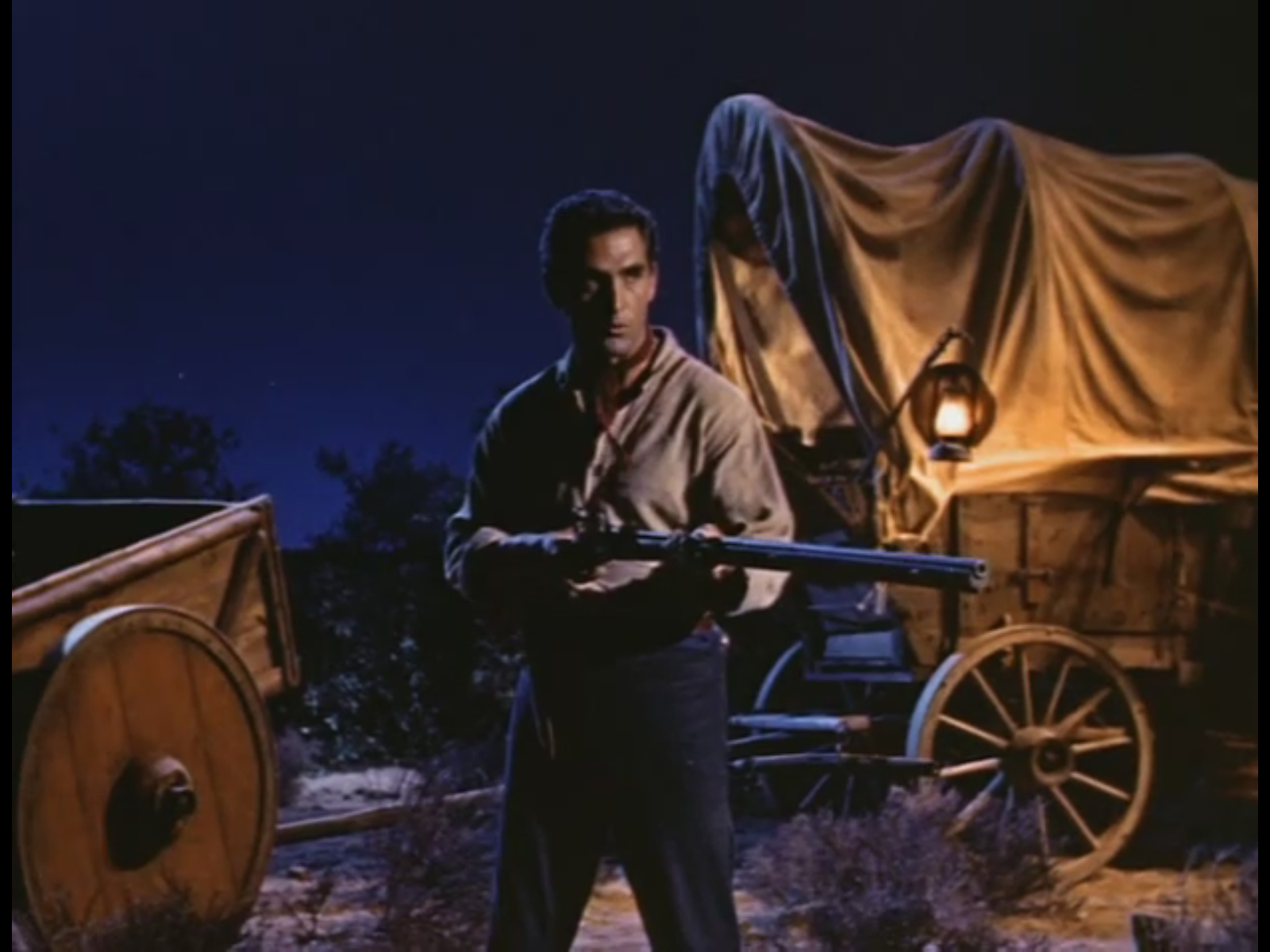
L'acteur français Jacques Bergerac dans la bande-annonce du film américain « Caravane vers le soleil » (titre original : « Thunder in the Sun »), en 1959.

Caravane vers le soleil (titre original : Thunder in the Sun) est un film américain de Russell Rouse sorti en 1959

## Synopsis
XIXe siècle. Parmi l’afflux de colons qui immigrent au Nouveau Monde, il y a les Basques. Les Basques, leurs coutumes et leurs traditions. Leurs mœurs aussi surannées que rigides : leurs nombreuses superstitions, leur attachement à leurs plants de vignes comme aux braises qu’ils transportent religieusement dans des chaudrons depuis la France. C’est dire si, pour leur guide, l’expédition qui consiste à leur faire traverser le désert californien ne se présente pas comme une partie de plaisir ! Si les Indiens s’en mêlent, en plus…

## Fiche technique
- Titre : Caravane vers le soleil
- Titre original : Thunder in the Sun
- Réalisation : Russell Rouse
- Scénario : Russell Rouse, Stewart Stern d'après une histoire de  James Hill et Guy Trosper
- Chef opérateur : Stanley Cortez
- Musique : Cyril J. Mockridge
- Montage : Chester W. Schaeffer
- Direction artistique : Boris Leven
- Costumes : Charles Le Maire
- Producteur : Clarence Greene pour Paramount Pictures
- Genre : Western
- Pays d'origine :  États-Unis
- Année de réalisation : 1958
- Durée : 80 minutes
- Sortie à Paris : 24 juin 1959
- Affiche : Enzo Nistri (Italie)

## Distribution
- Susan Hayward (VF : Claire Guibert) : Gabrielle Dauphin
- Jeff Chandler (VF : René Arrieu) : Lon (John en VF) Bennett, le guide
- Jacques Bergerac (VF : Bernard Woringer) : Pepe (Peppo en VF) Dauphin
- Carl Esmond (VF : Maurice Dorléac) : André Dauphin
- Blanche Yurka (VF : Muse Dalbray) : Louise Dauphin
- Fortunio Bonanova (VF : Richard Francœur) : Fernando Christophe
- Felix Locher (VF : Paul Villé) : Daniel
- Bertrand Castelli (VF : René Bériard) : Edmond Duquette
- Albert Carrier (en) (VF : Michel Gatineau) : Marcel
- Alberto Villa (VF : Jacques Deschamps) : Rafael
- Veda Ann Borg (non créditée) (VF : Jacqueline Ferrière) : Marie

## Critiques
« Les scènes où les Basques attaquent les Indiens à revers, en bondissant de roches en roches et en poussant des trémolos folkloriques, sont, sans aucun doute, une des plus originales de l'histoire du cinéma. »